# Erika Lehmphul
Erika Lehmphul (* 15. Dezember 1937) ist eine ehemalige deutsche Filmeditorin.
Erika Lehmphul arbeitete im Bereich Filmschnitt beim DDR-Filmunternehmen DEFA von Anfang der 1960er Jahre bis 1991. Sie wirkte an 39 Produktionen mit.

## Filmografie
- 1963: Engel, Sünden und Verkehr (Kurzfilm)
- 1964: Das Stacheltier – Liebe braucht keine PS
- 1964: Das Stacheltier – Engel, Sünden und Verkehr, 1. Schutzengel (Kurzfilm)
- 1965: Drei Kriege (TV)
- 1965: Der Frühling braucht Zeit
- 1966: Die Reise nach Sundevit
- 1967: Hochzeitsnacht im Regen
- 1968: Schüsse unterm Galgen
- 1969: Der Weihnachtsmann heißt Willi
- 1969: Im Himmel ist doch Jahrmarkt
- 1970: Aus unserer Zeit (Episode 4)
- 1970: Dr. med. Sommer II
- 1971: KLK an PTX – Die Rote Kapelle
- 1971: Der kleine und der große Klaus (Fernsehfilm)
- 1972: Es ist eine alte Geschichte
- 1974: Die eigene Haut (Fernsehfilm)
- 1974: Leben mit Uwe
- 1975: Suse, liebe Suse
- 1975: Mein blauer Vogel fliegt
- 1975: Die schwarze Mühle (Fernsehfilm)
- 1977: Die unverbesserliche Barbara
- 1978: Das Raubtier
- 1979: Addio, piccola mia
- 1979: Die Birke da oben (Fernsehfilm)
- 1979: Ein April hat 30 Tage
- 1980: Die Verlobte
- 1981: Unser kurzes Leben
- 1982: Die Beunruhigung
- 1983: Insel der Schwäne
- 1983: Taubenjule
- 1984: Das Eismeer ruft
- 1984: Eine sonderbare Liebe
- 1985: Die dritte Frau (Fernseh-Zweiteiler)
- 1986: Blonder Tango
- 1987: Spuk von draußen (Fernsehserie)
- 1988: Einer trage des anderen Last …
- 1989: Die Geschichte von der Gänseprinzessin und ihrem treuen Pferd Falada
- 1990: Sehnsucht
- 1990: Alter Schwede (Fernsehfilm)
- 1991: Tanz auf der Kippe
- 1996: Ein Bernhardiner names Möpschen